# Consonne radicale
Une consonne radicale désigne, en phonétique articulatoire, une consonne réalisée par un mouvement vers l'arrière de la racine de la langue. On en distingue deux grandes catégories selon le point d'articulation visé :
- les pharyngales, articulées au niveau du pharynx ;
- les épiglottales, articulées au niveau de l'épiglotte.

Anciennement, pharyngale couvrait ces deux possibilités ; on distinguait éventuellement pharyngales « hautes » et « basses », ces dernières correspondant aux épiglottales. La dénomination de radicale a été créée pour lever l'ambigüité et corriger la terminologie (l'épiglotte fait partie du larynx et non du pharynx).
Le français ne comporte pas de radicale.

## Confusion
L'expression consonne radicale est parfois employée en morphologie dans un sens différent, et désigne alors une consonne faisant partie de la racine d'un mot.